# Luciano Maiani
Luciano Maiani (Roma, 16 juliol 1941) és un físic teòric, ciutadà de San Marino, conegut per la seva predicció del quark encant amb Sheldon Lee Glashow i John Iliopoulos mitjançant l'anomenat "mecanisme de GIM".

## Històrial acadèmic i de recerca
Luciano Maiani es va doctorar en Física el 1964, tot esdevenint investigador associat a l'Istituto Superiore di Sanità d'Itàlia. El 1969 va fer una estada post-doctoral al Laboratori de Física Lyman de Harvard. El 1976 Maiani esdevenia professor de física teòrica a la Universitat de Roma, sent professor visitant a l'Ecole Normale Supérieure de Paris (1977) i al CERN (1979–1980 i 1985–1986). Maiani fou membre del Comitè de Política Científica del CERN del 1984 al 1991. El 1993 va esdevenir president de l'Istituto Nazionale di Fisica Nucleare (INFN) d'Itàlia. Al CERN, Maiani va ocupar nombroses responsabilitats. De 1993 a 1996, fou delegat al Consell del CERN, sent el seu president el 1997, i fou nomenat director general de l'1 gener 1999 fins a finals del 2003. De 1995 a 1997 Maiani va presidir el Comitato Tecnico Scientifico del Fondo Ricerca Applicata d'Itàlia. A finals de 2007 va ser proposat com a president del Consiglio Nazionale delle Ricerche (CNR), però el seu nomenament va ser suspès temporalment per haver signat una carta on criticava el rector de la universitat de 'La Sapienza' a Roma per haver convidat el Papa Benedict XVI a donar una lectio magistralis el 2008. Tanmateix esdevingué el President del CNR el 2008.
Luciano Maiani ha estat (co)autor de més de 200 publicacions científiques en teoria de les partícules elementals. El 1970 va pronosticar amb Sheldon Glashow i J. Iliopoulos el quark encant, que fou descobert a SLAC i Brookhaven el 1974, fet que el va portar al premi Nobel en Física. Ha publicat treballs en cromodinàmica quàntica, en particular la primera predicció de la constant de desintegració de mesons amb quarks encant i bellesa, i de sistemes de tetraquarks.

## Premis
- 1979 Medalla Matteucci, Accademia Nazionale dei XL
- 1987 Premi Sakurai de la Societat Física americana
- 1996 Doctor honoris causa, Université de la Méditerranée, Aix-Marseille
- 2007 Medalla Dirac, Centre Internacional per Física Teòrica Abdus Salam, Trieste, Itàlia
- 2010 Doctor honoris causa, Benemérita Universidad Autónoma de Puebla, Puebla, México